# Ritzau (Nachrichtenagentur)

Logo Ritzau

Ritzaus Bureau A/S (kurz Ritzau) ist eine dänische Nachrichtenagentur, die 1866 von Erik Nikolai Ritzau unter dem Namen "Nordisk Centralbureau for Telegrammer" gegründet wurde.  Sie ist die größte unabhängige dänische Nachrichtenagentur.
Ritzau gab die Eröffnung seiner Agentur am 31. Januar 1866 öffentlich bekannt. Schon einen Tag später druckten Kopenhagener Zeitungen von seinem Unternehmen stammende Nachrichten ab.
Das Unternehmen beschäftigt heute ca. 150 Mitarbeiter, darunter etwa 100 Redakteure. Hauptsitz ist Kopenhagen mit Redaktionen in Christiansborg, Aarhus, Brüssel und Berlin. Chefredakteur ist Uffe Riis Sørensen.